# Katja Jontes
Katja Jontes (ur. 11 marca 1986 w Slovenj Gradcu) – słoweńska siatkarka, reprezentantka kraju. Obecnie występuje włoskiej Serie A, w drużynie MC-PietroCarnaghi Villa Cortese. Gra na pozycji środkowej.

## Kluby
- 2002–2003  ŽOK Mislinja
- 2003–2004  OK Prevalje
- 2004–2005  OK Benedikt
- 2005–2007  ZOK TPV Nowo Mesto
- 2007–2009  HIT Nova Gorica
- 2009–2011  FV Castellana Grotte
- 2011–2012  MC-PietroCarnaghi Villa Cortese

## Sukcesy klubowe
- 2006 - Mistrzostwo Słowenii